# ...e poi lo chiamarono il Magnifico
...e poi lo chiamarono il Magnifico è un film del 1972 diretto da E.B. Clucher.
Il titolo venne deciso per sfruttare il successo della serie di Lo chiamavano Trinità... e ...continuavano a chiamarlo Trinità, nonostante la trama e i protagonisti siano differenti e nel cast, composto da molti attori dei due Trinità, non c'è Bud Spencer ma Gregory Walcott, la cui voce italiana è comunque la stessa dello storico doppiatore di Bud Spencer, Glauco Onorato.

## Trama
Sir Thomas Fitzpatrick Phillip Moore, visconte di Essex e pari d'Inghilterra, un ragazzo educato secondo la cultura dell'alta società anglosassone, arriva nel west americano nel 1880 per prendere possesso dell'eredità lasciatagli dal padre, un nobile inglese.
Durante il suo tragitto i compagni del padre si riuniscono: Bull apprende la notizia della morte del compagno inglese e recupera lo strambo predicatore Holy Joe e il detenuto Monkey, con lo scopo di organizzare nuovi colpi, rapinando lo stesso Thomas Moore durante il suo tragitto in diligenza. Thomas raggiunge i tre in una casa in mezzo al bosco e non riconoscendoli si presenta, descrivendo loro di come il viaggio sia stato veloce ed emozionante, e di come sia stato rapinato, ma abbia salvato la maggior parte dei soldi.
La convivenza mette subito in risalto la differenza tra le attitudini nobili e moderne di Tom e quelle povere e di avversione alla modernità dei suoi compagni. Tom consegna loro una lettera del padre, in cui esalta la loro amicizia e chiede un supporto alla maturazione del figlio, per farlo diventare un "vero uomo". Dovendosi preparare per nuove rapine i tre nascondono a Tom le loro intenzioni e raggiungono assieme il paese, Tom in bicicletta e i tre a cavallo. In un emporio Tom conosce Candida, appassionata di Lord Byron e figlia dell'allevatore Frank Olsen, innamorandosene. Nel saloon si ricongiunge al gruppo, ma viene preso di mira da Morton, uno dei mandriani di Olsen a cui Candida è promessa, e fa scoppiare una rissa.
I quattro ne escono vincitori e il giorno successivo Olsen chiede a Moore di vendergli il suo terreno, ma questi rifiuta. Per distogliere Tom dalle sue ricerche sulle formiche, Bull gli dona un cavallo rubato, scoprendo la sua abilità nel cavalcare, ma ottenendo ancora un rifiuto sull'uso delle armi da fuoco. Tom si incontra con Candida e i due si dichiarano amore reciproco, aumentando le ire di Morton. Quest'ultimo lo sfida a duello, ma Tom rifiuta, perdendo la stima del padre di Candida. La ragazza gli comunica che il padre vuole per lei un uomo risoluto e Tom decide di allenarsi per battere Morton: si veste da cowboy, incomincia a sparare e apprende la lotta.
Dopo un mese Bull comunica a Morton che il ragazzo prenderà la diligenza per lasciare il paese e tutti si riuniscono per l'evento. Tom lo sfida mostrando le sue abilità nell'uso della pistola e lo batte a pugni, guadagnandosi l'approvazione di Olsen. Monkey e gli altri portano Morton sulla diligenza, rivelando al giovane che Morton era un ricercato e volevano vedere se Tom ce l'avrebbe fatta a batterlo senza aiuti. Gli comunicano inoltre che devono separarsi, poiché vogliono vivere l'avventura spostandosi sempre più a ovest evitando la modernità e Tom li saluta aspettando un loro ritorno. Durante il tragitto, si accorgono però di aver raggiunto la fine del continente essendo arrivati all'oceano Pacifico e decidono di ritornare indietro.

## Produzione
Il film è stato girato nell'ex-stato della Jugoslavia presso il parco nazionale di Plitvice (Croazia).
Le riprese sono avvenute nel marzo 1972.

## Distribuzione
Il film venne distribuito nelle sale cinematografiche italiane dalla United Artists Europa nell'autunno del 1972. In Francia venne distribuito dalla Les Productions Artistes Associés il 23 agosto 1973. Negli Stati Uniti venne distribuito in modo limitato dalla United Artists dal 1º maggio 1974 con il titolo Man of the East.